# قلعه محمدآباد صاحب کار
قلعه محمدآّباد صاحب کار مربوط به دوره قاجار است و در شهرستان عشق‌آباد، روستای محمدآباد صاحب کار واقع شده و این اثر در تاریخ ۲۰ اردیبهشت ۱۳۸۶ با شمارهٔ ثبت ۱۹۰۸۹ به‌عنوان یکی از آثار ملی ایران به ثبت رسیده است.